# Балдовін
Балдовін (рум. Baldovin) — село у повіті Хунедоара в Румунії. Входить до складу комуни Бая-де-Кріш.
Село розташоване на відстані 329 км на північний захід від Бухареста, 39 км на північ від Деви, 92 км на південний захід від Клуж-Напоки, 125 км на північний схід від Тімішоари.

## Населення
За даними перепису населення 2002 року у селі проживали 115 осіб, усі — румуни. Усі жителі села рідною мовою назвали румунську.